# Pedro Bigas
Pedro Bigas Rigo (Palma di Maiorca, 15 settembre 1990) è un calciatore spagnolo, difensore dell'Elche.

## Carriera
Nelle stagioni 2011-2012 e 2012-2013 ha giocato nella massima serie spagnola con il Maiorca, per un totale di 40 presenze e un gol. Nella stagione 2013-2014 gioca ancora nel Maiorca, nella seconda serie spagnola. Tra il 2015 ed il 2021 gioca poi nuovamente in prima divisione, trascorrendo un triennio con il Las Palmas ed un triennio con l'Eibar. Il 7 luglio viene ufficializzato il suo passaggio all'Elche, firmando un contratto quadriennale fino al giugno 2025.

## Statistiche

### Presenze e reti nei club
Statistiche aggiornate al 14 giugno 2023.
| Stagione          | Squadra           | Campionato        | Campionato | Campionato | Coppe nazionali | Coppe nazionali | Coppe nazionali | Coppe continentali | Coppe continentali | Coppe continentali | Altre coppe | Altre coppe | Altre coppe | Totale | Totale | Totale |
| Stagione          | Squadra           | Comp              | Pres       | Reti       | Comp            | Pres            | Reti            | Comp               | Pres               | Reti               | Comp        | Pres        | Reti        | Pres   | Reti   |        |
| ----------------- | ----------------- | ----------------- | ---------- | ---------- | --------------- | --------------- | --------------- | ------------------ | ------------------ | ------------------ | ----------- | ----------- | ----------- | ------ | ------ | ------ |
| 2010-2011         | Atlético Baleares | SDB               | 26         | 1          | CR              | 1               | 0               | -                  | -                  | -                  | -           | -           | -           | 27     | 1      |        |
| 2011-2012         | Maiorca B         | SDB               | 11         | 1          | CR              | 0               | 0               | -                  | -                  | -                  | -           | -           | -           | 11     | 1      |        |
| 2011-2012         | Maiorca           | PD                | 16         | 0          | CR              | 4               | 0               | -                  | -                  | -                  | -           | -           | -           | 20     | 0      |        |
| 2012-2013         | Maiorca           | PD                | 24         | 1          | CR              | 3               | 0               | -                  | -                  | -                  | -           | -           | -           | 27     | 1      |        |
| 2013-2014         | Maiorca           | SD                | 31         | 2          | CR              | 1               | 0               | -                  | -                  | -                  | -           | -           | -           | 32     | 2      |        |
| 2014-2015         | Maiorca           | SD                | 28         | 1          | CR              | 0               | 0               | -                  | -                  | -                  | -           | -           | -           | 28     | 1      |        |
| Totale Maiorca    | Totale Maiorca    | Totale Maiorca    | 99         | 4          |                 | 8               | 0               |                    | -                  | -                  |             | -           | -           | 107    | 4      |        |
| 2015-2016         | Las Palmas        | PD                | 27         | 3          | CR              | 1               | 0               | -                  | -                  | -                  | -           | -           | -           | 28     | 3      |        |
| 2016-2017         | Las Palmas        | PD                | 32         | 4          | CR              | 1               | 0               | -                  | -                  | -                  | -           | -           | -           | 33     | 4      |        |
| 2017-2018         | Las Palmas        | PD                | 12         | 0          | CR              | 2               | 0               | -                  | -                  | -                  | -           | -           | -           | 14     | 0      |        |
| Totale Las Palmas | Totale Las Palmas | Totale Las Palmas | 71         | 7          |                 | 4               | 0               |                    | -                  | -                  |             | -           | -           | 75     | 7      |        |
| 2018-2019         | Eibar             | PD                | 10         | 0          | CR              | 2               | 0               | -                  | -                  | -                  | -           | -           | -           | 12     | 0      |        |
| 2019-2020         | Eibar             | PD                | 23         | 3          | CR              | 1               | 0               | -                  | -                  | -                  | -           | -           | -           | 24     | 3      |        |
| 2020-2021         | Eibar             | PD                | 21         | 0          | CR              | 1               | 0               | -                  | -                  | -                  | -           | -           | -           | 22     | 0      |        |
| Totale Eibar      | Totale Eibar      | Totale Eibar      | 54         | 3          |                 | 4               | 0               |                    | -                  | -                  |             | -           | -           | 58     | 3      |        |
| 2021-2022         | Elche             | PD                | 19         | 1          | CR              | 0               | 0               | -                  | -                  | -                  | -           | -           | -           | 19     | 1      |        |
| 2022-2023         | Elche             | PD                | 28         | 0          | CR              | 1               | 0               | -                  | -                  | -                  | -           | -           | -           | 29     | 0      |        |
| Totale Elche      | Totale Elche      | Totale Elche      | 47         | 1          |                 | 1               | 0               |                    | -                  | -                  |             | -           | -           | 48     | 1      |        |
| Totale Carriera   | Totale Carriera   | Totale Carriera   | 308        | 17         |                 | 18              | 0               |                    | -                  | -                  |             | -           | -           | 326    | 17     |        |